# Phoenix Beverages

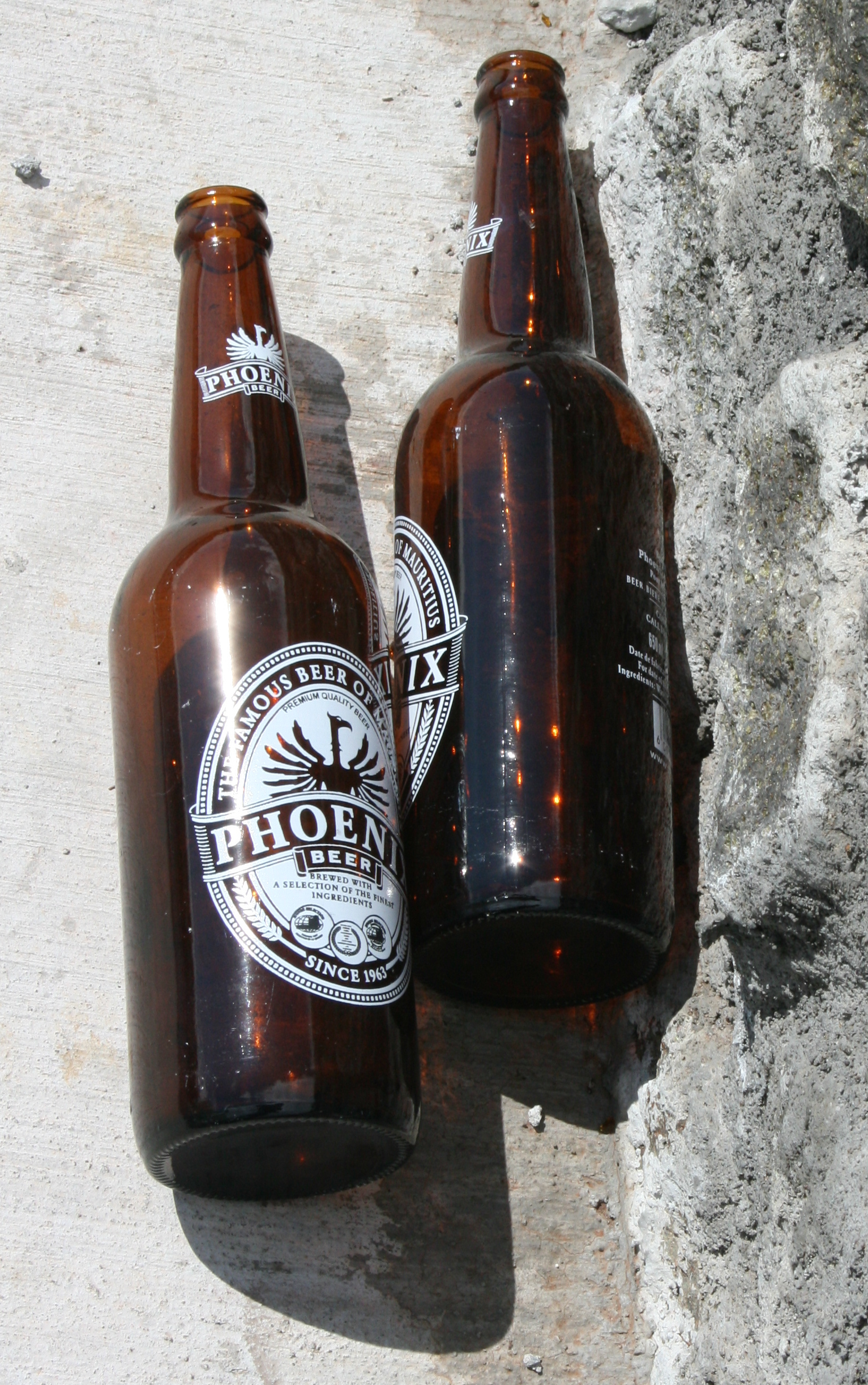
Zwei Flaschen des Lager-Bieres Phoenix

Die Phoenix Beverages Ltd. (PBL) ist die größte mauritische Brauerei mit Sitz in Vacoas-Phoenix.

## Geschichte
1931 wurde die Brauerei als Phoenix Camp Minerals Limited gegründet. Mit Coca-Cola schloss sie 1953 einen Vertrag zur Lizenzabfüllung ab und vertrieb ab 1956 erstmals die Getränkemarke Fanta. Vier Jahre darauf erfolgte die Umfirmierung zur Mauritius Breweries Limited und wiederum drei Jahre später wurde die Brauerei eröffnet. Im selben Jahr begann die Herstellung der ersten eigenen Biermarke Phoenix. Bis Anfang der 1990er-Jahre kamen zahlreiche Lizenzabfüllungen hinzu, darunter weitere für Coca-Cola, aber auch für andere Biermarken wie Guinness. 1993 wurde die Brauerei in den Stock Exchange of Mauritius aufgenommen. Ab 1996 begann sie damit, ihre Produkte in Aluminiumdosen zu vertreiben. 2003 erfolgte die Umfirmierung auf den heutigen Namen Phoenix Beverages Limited und drei Jahre später die Gründung der Phoenix Réunion SARL, die die Brauereiprodukte auf La Réunion vertreibt. Bis zum Markteintritt der Universal Breweries Ltd im Jahr 2005 war Phoenix Beverages in Mauritius Monopolist bei der Bierherstellung.
2019 füllte Phoenix Beverages über sein gesamtes Produktportfolio hinweg an vier Produktionsstandorten 2,3 Millionen Hektoliter Getränke her. Das neueste Werk wurde im Dezember 2016 in Nouvelle France eröffnet.